# Triatlon under sommer-OL 2024
Triatlon under Sommer-OL 2024 afvikles over tre discipliner, hvor de to er de traditionelle individuelle konkurrencer for herrer og damer, mens den nye disciplin fra Tokyo 2020 er mixed holdstafet. 

## Turneringsformat
Triatlonkonkurrencerne bliver afviklet individuelt for både damer og herrer med samlet start, hvor der vil være 55 deltagere i hver af de to konkurrencer. Hver konkurrence er over en distance på 1,5 km svømning, 40 km cykling og 10 km løb. Efter svømningen og mellem cyklingen og løbet skal deltagerne gennem en skiftezone, hvor tøj og sko skal skiftes inden næste del-disciplin kan påbegyndes. 
I mixed holdstafet-konkurrencen deltager 4 udøvere (dame – herre – dame – herre). Distancerne for den enkelte udøver er 300 m svømning, 8 km cykling og 2 km løb og der gælder de samme regler, som ved de individuelle konkurrencer,  gennem skiftezonen.

## Tidsplan
| H/D         | Dato      | Start tid |
| ----------- | --------- | --------- |
| Damer       | 31. juli  | 08:00     |
| Herrer      | 31. juli  | 10:45     |
| Mixed relay | 5. august | 08:00     |

## Medaljefordeling

### Medaljetabel
*   Værtsnation ( Frankrig)
| Rank           | NOC            | Guld | Sølv | Bronze | Total |
| -------------- | -------------- | ---- | ---- | ------ | ----- |
| 1              | Storbritannien | 1    | 0    | 2      | 3     |
| 2              | Frankrig*      | 1    | 0    | 1      | 2     |
| 3              | Tyskland       | 1    | 0    | 0      | 1     |
| 4              | Schweiz        | 0    | 1    | 0      | 1     |
| 4              | USA            | 0    | 1    | 0      | 1     |
| 4              | New Zealand    | 0    | 1    | 0      | 1     |
| Total (6 NOCs) | Total (6 NOCs) | 3    | 3    | 3      | 9     |

### Medaljevinderne
| Medaljetagere | Medaljetagere                                                         | Medaljetagere                                                    | Medaljetagere                                                                  |
| ------------- | --------------------------------------------------------------------- | ---------------------------------------------------------------- | ------------------------------------------------------------------------------ |
| Disciplin     | Guld                                                                  | Sølv                                                             | Bronze                                                                         |
| Herrer        | Alex Yee · Storbritannien                                             | Hayden Wilde · New Zealand                                       | Léo Bergère · Frankrig                                                         |
| Damer         | Cassandre Beaugrand · Frankrig                                        | Julie Derron · Schweiz                                           | Beth Potter · Storbritannien                                                   |
| Mixed hold    | Tyskland · Tim Hellwig · Lisa Tertsch · Lasse Lührs · Laura Lindemann | USA · Seth Rider · Taylor Spivey · Morgan Pearson · Taylor Knibb | Storbritannien · Alex Yee · Georgia Taylor-Brown · Sam Dickinson · Beth Potter |